# حمام زیرزمینی (باکو)
حمام زیرزمینی (به آذربایجانی: Yeraltı hamam)، بک حمام قدبمی است در باکو، جمهوری آذربایجان، که در خیابان بویوک گالا، نزدیک دروازه‌های قلعه ایچریشهر (منطقه تاریخی – معماری) واقع شده است.
محل حمام در زیر سطح زمین قرار دارد که وضعیت معمول حمام‌ها در باکو است. این شیوه به حفظ یک سیستم دمای ثابت کمک می‌کرد. در سطح زمین، دو گنبد وجود داشت که در آن سوراخهایی برای ورود نور به داخل حمام تعبیه شده بود. ورودی حمام در قسمت جنوبی آن قرار داشت.
حمام از چند اتاق و دو تالار هشت‌ضلعی تشکیل شده است. باستان‌شناسان بر این باورند که در تالار اول که در ورودی قرار داشت، بازدیدکنندگان لباس خود را عوض می‌کردند و تالار دوم خود فضای حمام بود.
در ساختمان حمام از سنگ مخصوص گلباخ استفاده شده است. برای عایق‌کاری ملات خاک رس و سنگ آهک به کار رفته است.

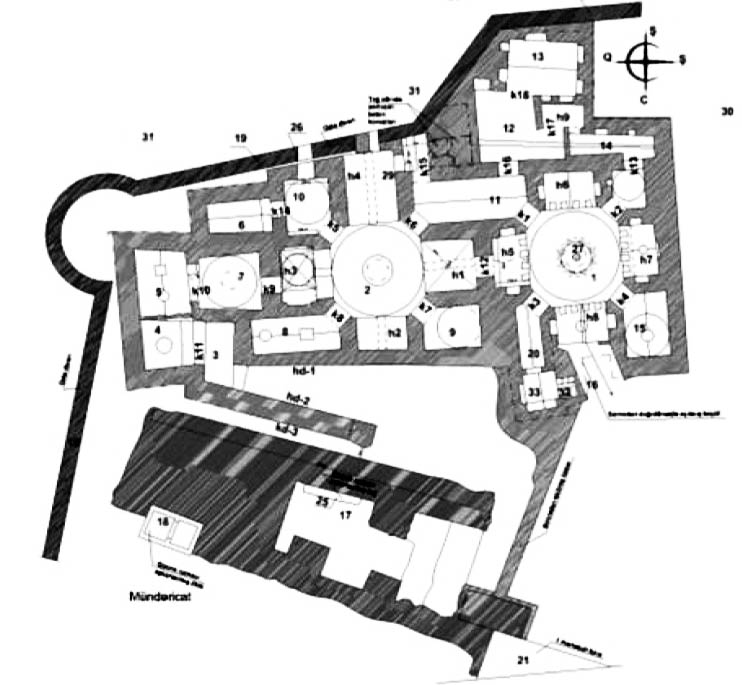
پلن حمام

## تاریخچه
حمام احتمالاً در آغاز قرن هفدهم ساخته شده است. در آن دوره ساخت حمام در ورودی‌های شهر رواج داشت. تا کاروان‌ها و مسافران قبل از ورود به شهر خود را بشویند.
پس از فتح باکو توسط نیروهای روسی در سال ۱۸۰۶، یک مقر فرماندهی نظامی در قلمرو حمام مستقر شد. خود حمام با خاک پوشانده شد و گنبدها ویران شدند.

### حفاری و مرمت
در سال ۲۰۱۵، طی کاوش‌های باستان‌شناسی در اطراف دروازه دودهنه گوشا گالا، بخشی از حمام پاکسازی شد. به استثنای چند اتاق که سقفهایشان فروریخته بود، کل حمام در وضعیت نسبتاً خوبی باقی ماند. اما به دلیل خطر و احتمال ریزش، مطالعات باستان‌شناسی حمام تا پس از تقویت دیوارها در سال ۲۰۱۶ به تعویق افتاد.
در حفاری‌ها، لامپ‌ها، بخش‌هایی از کوزه‌های سفالی، سکه‌های خانات باکو و شماخی و امپراتوری روسیه، گلوله‌ها، دکمه‌های لباس و سایر اقلام مربوط به قرن‌های ۱۸ تا ۲۰ کشف شد. در میان آنها یک مجسمه کوچک برنز با سه نماد ارتدکس بود. نماد مرکزی، سنت نیکلاس دلپذیر را به تصویر می‌کشد، بقیه مریم مقدس، گرگوری، واسیلی، سرگئی و سایر مقدسین را به تصویر می‌کشند. برخی از این موارد پیدا شده ممکن است همراه با خاکی که برای پر کردن حمام آورده شده، به این محل رسیده باشد.
بین سالهای ۲۰۱۸ تا ۲۰۲۰، کارهای حفظ ونگهداری و مرمت در حمام انجام شد. این کار تحت نظارت یک شرکت اتریشی انجام شد.